# Angelo Lancellotti
Angelo Francesco Lancellotti OFM (ur. 1927, zm. 1984) – włoski biblista i orientalista, franciszkanin. Wykładowca języka hebrajskiego i innych języków semickich w Studium Teologicznym w Porcjunkuli w Asyżu oraz w Studium Biblicum Franciscanum w Jerozolimie. Autor wielu publikacji z dziedziny filologii języków semickich, m.in. Gramatyka języka akadyjskiego (wyd. 1962), Składnia hebrajska w greckim Apokalipsy (wyd. 1964). W latach 1977–1981 wydał trzytomowe dzieło egzegetyczne Psalmy. Pośmiertnie wydana została jego Gramatyka hebrajskiego biblijnego (wyd. 1996).